# Barry Jackson (Leichtathlet)
Barry Jackson (Barry Douglas Jackson; * 22. August 1941 in Birmingham) ist ein ehemaliger britischer Sprinter, der sich auf den 400-Meter-Lauf spezialisiert hatte.
Bei den Olympischen Spielen 1960 wurde er Fünfter mit der britischen 4-mal-400-Meter-Stafette.
1962 wurde er bei den Leichtathletik-Europameisterschaften in Belgrad Fünfter über 400 m, wobei er im Halbfinale mit 46,5 s seine persönliche Bestzeit aufstellte, und holte mit der britischen Mannschaft Silber in der 4-mal-400-Meter-Staffel. Bei den British Empire and Commonwealth Games in Perth gewann er mit der englischen 4-mal-440-Yards-Stafette Silber und erreichte über 440 Yards das Halbfinale.